# Jevhen Mikolajovics Bakulin
Jevhen Mikolajovics Bakulin (ukrán betűkkel: Євген Миколайович Бакулін) (Kotovo, 1965. szeptember 26. –) ukrán mérnök, üzletember. 2007 márciusa és decembere között, majd 2010. március 15-étől a Naftohaz Ukrajini ukrán állami gáz- és olajipari vállalat elnöke. A Régiók Pártja tagja, a Viktor Janukovics ukrán elnök mögött álló gazdasági körökhöz tartozik.

## Élete
Az Oroszország Gorkiji területén (ma: Nyizsnyij Novgorod-i terület) fekvő Kotovo városban született. 1974–1976 között a Szlovjanszki Repülő-műszaki Főiskolán tanult. Később, 1993-ban  elvégezte a Szlovjanszki Nemzetközi Üzleti és Jogi Főiskolát, majd 2004-ben a luhanszki Kelet-ukrajnai Egyetemen szénhidrogén-feldolgozás szakon egyetemi diplomát is szerzett.
1978-tól a kőolajfeldolgozó iparban dolgozott, különféle beosztásokban. 1984–2003 között a Liszicsinszki Kőolajfeldolgozó Vállalat (Liszicsinszknaftaorhszintez, ma: LiNOSZ) dolgozott, kezdetben beosztottként, majd 2001 júliusában a vállalat vezérigazgatójaként. 2003 júniusától 2005 márciusáig a Naftohaz Ukrajina vállalathoz tartozó, földgázkitermeléssel foglalkozó Ukrhazvidobuvannya vállalat vezérigazgatója volt. Onnan 2005-ben a Naftohaz élére kinevezett, a Mi Ukrajnánk párthoz kötődő Olekszij Ivcsenko által végrehajtott személyzeti tisztogatás nyomán kellett távoznia. 2006 augusztusában és szeptemberében a kőolajszállítással foglalkozó Ukrtransznafta vállalat ügyvezető elnökeként dolgozott.
Viktor Janukovics második kormányának megalakulása után, 2006 szeptemberében visszatérhetett az Ukrahazvidobuvannya cég élére, majd 2007 március 1-jén kinevezték a Naftohaz Ukrajini vállalat elnökévé. Erről a posztról röviddel a második Janokovics-kormány bukása után, 2007. december 24-én kellett távoznia.
Janukovics elnökké választása, majd hivatalba lépését követően, 2010. március 15-én ismét kinevezték a Naftohaz Ukrajini vállalat elnökévé.